# Durchs Brandenburger Tor
Durchs Brandenburger Tor ist ein deutscher Stummfilm aus dem Jahre 1929 mit Paul Henckels in einer seiner seltenen Hauptrollen als Schuhmachermeister und Fritz Kampers als skrupelloser Schieberkönig. Das Liebespaar spielen die Amerikanerin June Marlowe und Aribert Mog. Offiziell Regie führte der nahezu ausschließlich als Filmarchitekt in Erscheinung getretene Max Knaake.

## Handlung
Im Zentrum des Geschehens dieser Alt-Berliner Geschichte stehen der Schustermachermeister Adolf Lehmann, seine Tochter Frieda und der Neffe Fritz sowie Lehmanns Geselle Franz Müller und der naseweise Lehrling Max. Fritz wie auch der leicht schmierige Franz haben ein Auge auf die hübsche Frieda geworfen und würden sie beide gern freien. Frieda mag eher Fritz als den aufdringlichen Franz. Als eines Tages der Erste Weltkrieg ausbricht, paradieren Kaiser Wilhelms Soldaten mit klingendem Spiel durch das Brandenburger Tor, und überall wie auch bei Lehmanns überbietet man sich geradezu in patriotischen Bekundungen. Nur der alte Geselle Emil Lauter kann dem Ganzen so gar nichts abgewinnen, er sagt, er interessiere sich nicht für Militarismus. Der glühende Kaiser-Verehrer und Nationalpatriot Lehmann wirft ihn daraufhin mit den Worten „Sozis dulde ick in meinem Hause nich“ raus. Emil scheint wenig erschüttert, er verkündet seine Entscheidung zur Auswanderung: „Ick jeh in die Demokratie — nach Amerika!“
Während Fritz bald einrücken muss und bald als vermisst gilt, kann sich Franz um den Dienst im Waffenrock geschickt drücken. Fritz ist somit aus Friedas Blickfeld, und so gibt sie schließlich dem Werben Franzens nach und wird seine Frau. Der behäbige Neu-Gatte mausert sich mit lukrativen Schiebergeschäften rasch zum großen Kriegsgewinnler. Franz lebt in Saus und Braus und vergnügt sich in entsprechenden Etablissements mit fremden Frauen, während an der Front massenhaft gestorben wird. Emil Lauter ist in der Zwischenzeit in Amerika angekommen und macht dort sein (finanzielles) Glück. Daheim stirbt der alte Schuster Lehmann, und Frieda fühlt sich in ihrer Ehe mit Franz zutiefst unglücklich. Franz hat derweil das Lehmann'sche Schuhgeschäft übernommen und es zu seinem gemacht. Der ausgemergelte Fritz, der an der Ostfront in russische Gefangenschaft geraten ist, wird erst fünf Jahre nach Kriegsende, 1923, aus einem sibirischen Lager wieder nach Berlin heimgeschickt. 
Bei der Heimkehr nähern sich Fritz und Frieda, die sich längst von dem großspurigen Fremdgänger Franz entfremdet hat, langsam wieder einander an. Jetzt erst erkennt Frieda, dass sie damals den Falschen geheiratet hatte und lässt sich noch 1923 vom ungeliebten Schieberkönig Franz scheiden, um mit ihrem Fritz einen Neuanfang zu wagen. Für Franz geht es vorübergehend bergab; er wird von zwei Kripobeamten verhaftet und wandert für seine illegalen Geschäfte und Betrug hinter Gitter. Doch bald ist er wieder auf freiem Fuß und schwimmt wie eine Fettperle in einer Gesellschaft der Konjunktur- und Glücksritter ganz obenauf. Eine Erbschaft aus Amerika in Höhe von 5000 Dollar wiederum versüßt Friedas Weg in eine bessere Zukunft und eine neue Ehe, diesmal mit Fritz, der allmählich im Nachkriegs-Berlin wieder Halt findet. Das Geld hat ihr nämlich der lebenskluge Sozialdemokrat Lauter beschert, der in der Zwischenzeit, ganz ohne Kriegsbegeisterung und Hurrapatriotismus, in Amerika als gemachter Mann gestorben ist. Fritz schlägt seiner Zukünftigen vor, das Geld in ein eigenes, edles Schuhgeschäft zu investieren. So geschieht es schließlich auch. Die Geschichte endet damit, wie ein Zeppelin über das Brandenburger Tor schwebt.

## Produktionsnotizen
Durchs Brandenburger Tor, gelegentlich auch mit dem Untertitel Solang’ noch unter’n Linden die alten Bäume blüh’n versehen, wurde im März 1929 in Berlin gedreht. Der Sechsakter mit einer ursprünglichen Länge von 2405 Metern passierte am 6. Mai 1929 die Zensur und wurde zunächst verboten. Bei der Wiedervorlage am 22. Mai 1929 wurde der Streifen unter Schnittvorgaben zugelassen, ein Jugendverbot wurde erteilt. Durchs Brandenburger Tor war nunmehr 2270 Meter lang. Die Uraufführung erfolgte am 31. Mai 1929 im Berliner Primus-Palast sowie in fünf Hamburger Lichtspieltheatern.
Wilhelm Dieterle half dem regieunerfahrenen Knaake bei der Inszenierung und wurde somit künstlerischer Oberleiter. Die Bauten stammen von Fritz Maurischat. Paul Kohner übernahm die Produktionsleitung, Adolf Essek war Aufnahmeleiter.

## Kritik
Der sozialdemokratische Vorwärts sah die hier gezeigte Form von aufgesetzter Sozialkritik mit großer Skepsis:

„Sieht man im deutschen Film Schieber, so haben sie immer etwas Lächerliches und Kleines an sich. Warum zieht man eigentlich nicht einmal entschiedene Konsequenzen und führt auch … die richtigen Drahtzieher über die Leinwand spazieren, also Bankdirektoren, Großindustrielle und andere Spitzenerscheinungen eines patriotisch verbrämten Schiebertums? Es handelt sich eben um die moralische kleinbürgerliche Weltordnung im deutschen Film, die unter keinen Umständen angetastet werden darf. Der brave Mann setzt sich eben am Schluß durch, und der Böse kommt trotz seines Konjunkturverständnisses ins Loch. So ist der Film, aber leider nicht die Wirklichkeit. Darum empfinden wir so stark die Verlogenheit. Außerdem ist das Manuskript unorganisch.“